# Мерескін Олександр Павлович
Олександр Павлович Мерескін (рос. Александр Павлович Мерескин; 3 грудня 1987, м. Москва, СРСР) — російський хокеїст, центральний нападник. Виступає за «Металург» (Новокузнецьк) у Континентальній хокейній лізі. 
Вихованець хокейної школи ЦСКА (Москва). Виступав за: «Молот-Прикам'я» (Перм), «Нафтовик» (Леніногорськ), «Сокіл» (Новочебоксарськ), «Лада» (Тольятті), «Южний Урал» (Орськ), «Крила Рад» (Москва), «Торос» (Нефтекамськ).